# 保坂俊行
保坂 俊行（ほさか としゆき、5月22日 - ）は、日本の男性声優。東京都出身。アップアンドアップス預かりののち、2023年4月より準所属。

## 人物
趣味として食べ歩きやドライブを挙げている。特技には水泳や実演販売を挙げており、実演販売士としても活動している。

## 出演作品

### テレビアニメ
- Dies irae（2017年、部下）

### ゲーム
- メタルサーガ 〜荒野の方舟〜（2015年、キャラクターボイス）
- 東京放課後サモナーズ（2016年、主人公〈ボイス3〉、魂群グンゾウ[3]、ジライヤ[4]、キュウマ、ポルックス）
- かまいたちの夜 輪廻彩声（2017年[5]）
- 23/7 トゥエンティ スリー セブン（2018年、徳川光圀）
- ドラゴニアンサーガ（2018年、パイン）
- ライブ・ア・ヒーロー!（2020年、魂群アカシ[6]）
- Fate/Samurai Remnant（2023年 - 2024年、助之進、男 青年 熱血[7]）
- 箱庭開拓 ハムスターと太陽の里（2024年）

### ドラマCD
- 高橋さんが聞いている（2015年、テロリスト） - 第5巻付属CD
- Fate/Grand Order First Take（2015年、シャドウアサシン）
- 下北沢南高等学校 放送文化部（2016年）
- Fate/Prototype 蒼銀のフラグメンツ（2017年）[8]
- ドリームハンター麗夢 首無しライダーVS首無し武者（2018年、官僚B ほか）

### 吹き替え
- キックボクサー リジェネレーション（ストーム、ジョー・キング）
- ジェネシス（ウォルシュ、マクマーン）
- 素敵な嘘の恋まじない（英語版）
- ハンティング・パーク（ピーター、トラヴィス）
- プリズン・エクスペリメント（キャロル、416番）
- みえないパパとわたしと…（みえないパパ）
- レッド・リベンジ（アルベルト）

### テレビドラマ
- 彼岸島 Love is over（2016年） - 声の出演

### ナレーション
- アニメちゃんに会える国（2016年） - 料理パート

### 舞台
- プロメテウスの贖罪（2017年）

### パチンコ
- CRキャプテン翼 南葛V3激闘編（2015年、新田瞬）
- CRシルバーダイヤモンド（2017年）
- Pフィーバーゴルゴ13 疾風 ver（2020年、ニコラヴィッチ、敵ボス）